# Нанотехнології

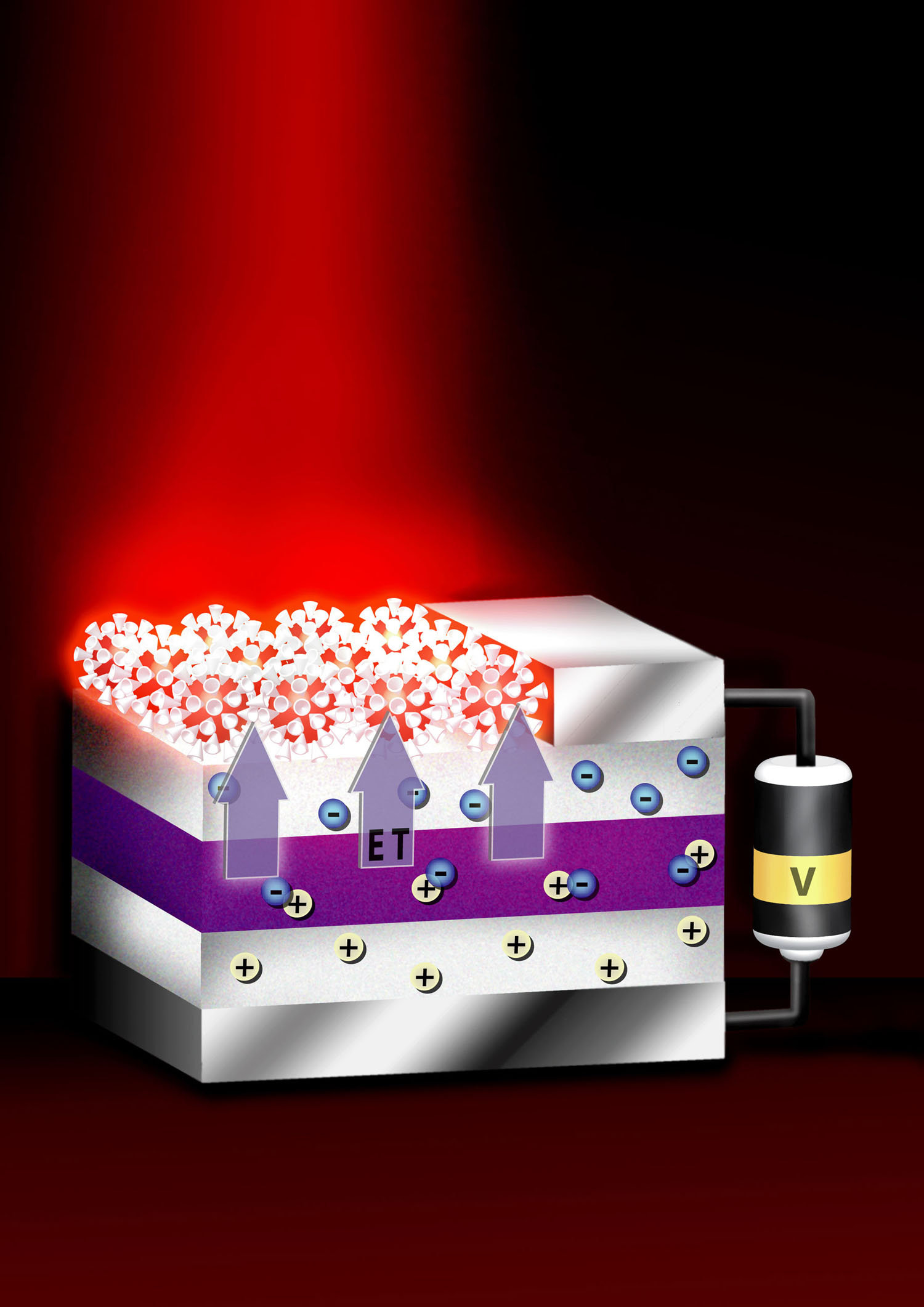
Цей пристрій передає енергію від нанотонких шарів квантових ям нанокристалам над ними, змушуючи нанокристали випромінювати видиме світло

Нанотехнології (англ. nanotechnology, нім. Nanotechnologie), інша назва наномолекулярні технології (від «нано» — К. Ерік Дрекслер, 1977) — у широкому значенні слова заведено називати міждисциплінарну галузь фундаментальної і прикладної науки, в якій вивчаються закономірності фізичних і хімічних систем протяжністю порядку декількох нанометрів або часток нанометра (нанометр — це одна мільярдна частка метра або, що те ж саме, одна мільйонна частка міліметра — діаметр людської волосини становить близько 80 тис. нанометрів).
Нанотехнології, нанонаука — це наука і технологія колоїдних систем, це колоїдна хімія, колоїдна фізика, молекулярна біологія, вся мікроелектроніка. Принципова відмінність колоїдних систем, до яких належать: хмари, кров людини, молекули ДНК і білків, транзистори, з яких складаються мікропроцесори, у тому, що поверхня таких частинок або величезних молекул в мільйони разів перевершує обсяг самих частинок. Такі частинки посідають проміжне становище між справжніми гомогенними розчинами, сплавами, і звичайними об'єктами макросвіту як-от: стіл, книга, пісок. Поведінка таких систем дуже відрізняється від поведінки істинних розчинів і розплавів і від об'єктів макросвіту завдяки високорозвиненій поверхні. Зазвичай, такі ефекти починають відігравати значну роль тоді, коли розмір частинок лежить у межах 1-100 нанометрів; звідси заступлення наук колоїдна фізика, хімія, біологія — визначеннями нанонауки і нанотехнології, в сенсі розміру об'єктів, про які йдеться.
Вужче значення цього терміна прив'язує нанотехнології до розробки матеріалів, приладів та інших механічних і немеханічних пристроїв, у яких застосовуються подібні закономірності. Нанотехнології мають справу з процесами, які відбуваються у просторових областях нанометрових розмірів. Тобто нанотехнології можна означити як технології, основані на маніпуляції окремими атомами і молекулами задля побудови структур із наперед заданими властивостями.

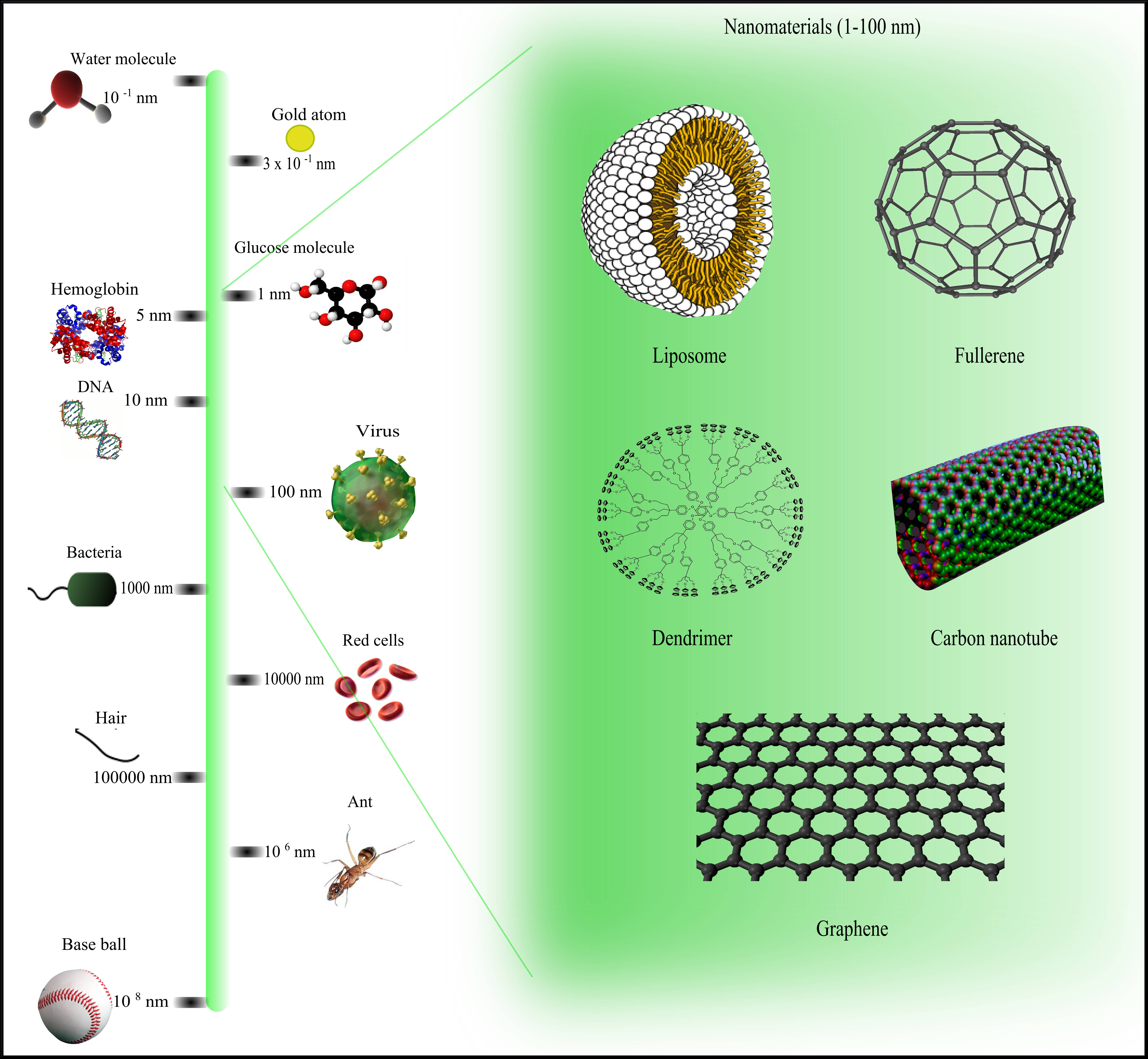
Порівняння розмірів наноматеріалів

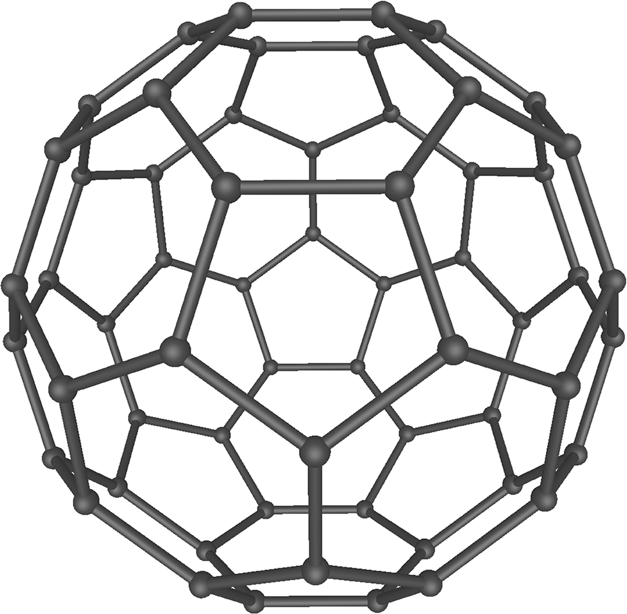
Buckminsterfullerene С60, є представником вуглецевих структур, відомих як фулерени. Сімейство фулеренів, є основними предметами дослідження, що підпадають під парасоль наноіндустрії.

Моделювання нанодротини.

## Походження
Концепції, які передували нанотехнології, було вперше обговорено 1959 року, фізиком Річардом Фейнманом у його промові There's Plenty of Room at the Bottom, у якій він змалював можливість синтезу, за допомогою прямого маніпулювання атомами. Термін «нанотехнології» вперше вжив Норіо Танігучі 1974 року, хоча це не стало широко відомо.
Натхненний поняттями, висловленими Фейнманом, Ерік Дрекслер 1986 року, вжив термін «нанотехнологія» у власній книзі Engines of Creation: The Coming Era of Nanotechnology, у якій запропонував ідею нанорозмірного «збирача», який був-би спроможним, побудувати копію себе й інших елементів довільної складності з атомним контролем. Крім того, 1986 року, Дрекслер був співзасновником The Foresight Institute (Інституту передбачення), задля сприяння підвищенню обізнаності та розуміння нанотехнологічних концепцій та їх наслідків.
Таким чином, поява нанотехнологій у 1980-ті роки, насамперед, відбулася завдяки зближенню теоретичної та громадської роботи Дрекслера, який розробив і популяризував концептуальні рамки для нанотехнологій, а також очевидні експериментальні успіхи, які звернули додаткову загальну увагу на перспективи атомного контролю матерії. У 1980-і роки, два великі прориви, викликали зростання нанотехнологій у сучасну епоху.
По-перше, винахід сканувального тунельного мікроскопу 1981 року, який уможливив небачене до того зорове виокремлення одиничних атомів і зв'язків, а також який успішно використовували для маніпулювання окремими атомами вже 1989 року. Розробники мікроскопу, Герд Бінніг і Генріх Рорер із дослідницької лабораторії IBM у Цюриху, отримали Нобелівську премію з області фізики 1986 року. Binnig, Quate і Gerber, також, винайшли аналогічний атомно-силовий мікроскоп того-ж року.
По-друге, відкриття 1985 року, фулеренів Гарольдом Крото, Річардом Смоллі і Робертом Карлом, які разом 1996 року, здобули Нобелівську премію з хімії. C60 спочатку, не було віднесено до нанотехнологій; цей термін було використано надалі, по відношенню до роботи з відповідними графеновими трубками (так званими, вуглецевими нанотрубками, які іноді називають Bucky трубки), котрі запропоновано, як потенційно можливе застосування, для нанорозмірної електроніки та пристроїв.
На початку 2001 року ця область дістала підвищену наукову, політичну та комерційну увагу, що призвело до полеміки і прогресу. Розбіжності виникли з приводу визначень і потенційних наслідків нанотехнологій, приклади яких наведено у доповіді Королівського товариства з нанотехнологій й які було розв'язано у прилюдних дебатах, між Дрекслером і Смоллі у 2001 і 2003 роках.
У той же час, з'явилася комерціалізація продуктів на основі досягнень в області нанорозмірних технологій. Ці продукти обмежено насипним застосуванням наноматеріалів, і не пов'язано з атомним контролем над цим питанням. Деякими прикладами є: платформа Silver Nano задля використання наночастинок срібла як антибактеріального засобу, для прозорих сонцезахисних кремів; зміцнювальне вуглецеве волокно (використання наночастинок з діоксиду кремнію) для вуглецевих нанотрубок, стійких до плям тканин.

## Визначення і термінологія
Є думка, що у світі немає на сьогоднішній день стандарту, що таке нанотехнології, або нанопродукти. У Єврокомісії створена спеціальна група, якій дали два роки на те, щоби розробити класифікацію нанопродукції. Серед підходів до визначення «нанотехнології», є наступні:
1. У Технічному комітеті ISO / ТК 229 під нанотехнологіями мається на увазі таке:
- знання та керування процесами, як правило, в масштабі 1 нм, але не виключає масштаб менше 100 нм, в одному або більше вимірах, коли введення в дію розмірного ефекту (явища) приводить до можливості нових застосувань;
- використання властивостей об'єктів і матеріалів у нанометровому масштабі, які відрізняються від властивостей вільних атомів або молекул, а також від об'ємних властивостей речовини, що складається з цих атомів або молекул, для створення досконаліших матеріалів, приладів, систем, що реалізують ці властивості.

2. За угодою, для нанотехнології, приймається масштаб від 1 до 100 нанометрів, відповідно до визначення, яке використовує Національна Нанотехнологічна Ініціатива у США. Нижня межа встановлюється за розміром атомів (водень має найменші атоми, чверть діаметра яких дорівнюють, приблизно, нм).
3. Згідно з «Концепцією розвитку в Російській Федерації робіт в області нанотехнологій на період до 2010 року» (2004 р.), нанотехнологія визначається як сукупність методів і способів, що забезпечують можливість контрольованим чином створювати й модифікувати об'єкти, котрі містять компоненти з розмірами менше 100 нм, хоча-б в одному вимірі, і у підсумку, отримати принципово нові якості, які дозволяють здійснювати їх впровадження у повноцінно функціональні системи більшого розміру.
Практичний чинник нанотехнологій стосується виробництва пристроїв та їх компонентів, потрібних для створення, обробки і маніпуляції атомами, молекулами і наночастинками. Ідеться про те, що не обов'язково, об'єкт мусить мати хоча-б один лінійний розмір, менше 100 нм — це можуть бути макрооб'єкти, атомарна структура яких, контрольовано створюється з роздільністю, на рівні окремих атомів, або ж містять у собі, нанооб'єкти. У ширшому сенсі, цей термін охоплює також методи діагностики, характерології та досліджень таких об'єктів. Нанотехнології якісно відрізняються від традиційних дисциплін, оскільки за таких масштабів, звичні макроскопічні технології поводження з матерією, часто непридатні, а мікроскопічні явища, занадто слабкі на звичних масштабах, стають набагато значніше: властивості та взаємодії окремих атомів і молекул або агрегатів молекул (наприклад, сили Ван-дер-Ваальса), квантові ефекти.
Нанотехнології і, особливо, молекулярна технологія — нові, дуже мало досліджені дисципліни. Основні відкриття, що передбачаються у цій області, поки не зроблено. Тим не менше, проведені дослідження, вже дають практичні результати. Використання у нанотехнології передових наукових досягнень, дозволяє відносити її до високих технологій. Розвиток сучасної електроніки йде шляхом зменшення розмірів пристроїв. З іншого боку, класичні методи виробництва, наближаються до свого природного економічного та технологічного бар'єру, коли розмір пристрою зменшується ненабагато, натомість, економічні витрати зростають експоненціально. Нанотехнології — наступний логічний крок розвитку електроніки та інших наукоємних виробництв.

## Властивості
Властивості наносистем багато в чому відрізняються від властивостей більших об'єктів, що складаються з тих самих атомів і молекул. Наприклад, наночастинки платини, набагато ефективніше очищають автомобільні вихлопи від токсичних забруднювачів, ніж звичні платинові каталізатори. Одношарові та багатошарові графітні циліндри нанометрової товщини, так звані вуглецеві нанотрубки, чудово проводять електрику і тому, можуть стати заміною мідним дротам. Нанотрубки також дозволяють створювати композитні матеріали виняткової міцності та принципово нові напівпровідникові й оптоелектронні пристрої. На сучасному етапі, нанотехнології використовують під час виробництва особливих сортів скла, на яких не осідає бруд (застосовується в автомобіле- й авіабудуванні), задля виготовлення чорнил; для створення одягу, який неможливо забруднити й пожмакати та інше.

## Нанотехнології на перетині сфер життєдіяльності
Нанотехнології перебувають на передньому краю різноманітних наукових, економічних та соціальних напрямків розвитку.

### Медицина та нанобіотехнології
У даний час (2010-х роках): вже є дослідні зразки наноконтейнерів для прицільного доправлення ліків до уражених органів і нановипромінювачів для знищення злоякісних пухлин; створюються матеріали, необхідні для лікування опіків і ран; у стоматології; у косметології.
За прогнозами журналу Scientific American вже в найближчому майбутньому з'являться медичні пристрої розміром з поштову марку. Їх достатньо буде накласти на рану. Цей пристрій самостійно проведе аналіз крові, визначить, які медикаменти треба використовувати, й уприсне їх у кров.
Експерти Європейської комісії склали наступний перелік найважливіших на їхню думку розділів нанобіотехнологій на майбутні 15-20 років:
- прицільне постачання ліків;
- молекулярна візуалізація;
- косметика;
- створення нових лікарських засобів;
- методи діагностики;
- хірургія, в тому числі трансплантація тканин та органів;
- тканинна інженерія;
- харчові технології;
- геноміка і протеоміка;
- молекулярні біосенсори;
- інші розділи.

### Електроніка та інформаційні технології
Особливі надії на нанотехнології покладають фахівці у галузі електроніки та інформаційних технологій. 1965 року, на одному чипі можна було вмістити лише 30 транзисторів. 1971 року — 2 тис. Нині (на початку 2000 років) один чип містить близько 40 млн транзисторів завбільшки 130—180 нанометрів, і з'явилися повідомлення, що вдалося створити транзистор розміром 90 нанометрів. Цей процес зробив складну електронну і комп'ютерну техніку доступною для більшості споживачів: у 1968 році один транзистор коштував у США $1, нині за ці гроші можна придбати 50 млн транзисторів.
1965 року Гордон Мур, фахівець у сфері фізичної хімії, зробив знамените передбачення, яке було названо «Закон Мура». «Закон Мура» проголошує, що число транзисторів на чипі буде подвоюватися кожні 18 місяців. Протягом декількох десятиріч цей прогноз доводив свою точність. Нині виробники комп'ютерних чипів зіштовхнулись із складностями мініатюризації: щоб підтверджувати «Закон Мура», потрібно, щоб транзистор був не більшим 9 нанометрів. За прогнозом Міжнародного Консорціуму Напівпровідникових Компаній, цей рівень розвитку технології буде досягнуто до 2016 року.

### Військове призначення
Військові дослідження у світі ведуться в шести основних сферах: технології створення і протидії «невидимості» (відомі літаки-невидимки, створені на основі технології stealth), енергетичні ресурси, системи (наприклад, які дозволяють автоматично лагодити пошкоджену поверхню танка або літака), що самостійно відновлюються, зв'язок з застосуванням нанонантен, а також пристрої виявлення хімічних і біологічних забруднень. Передбачалося, що 2008 року, буде представлено перші бойові наномеханізми.

### Екологія
Нанотехнології здатні також, стабілізувати екологічну обстановку. Нові види промисловості не вироблятимуть відходів, що отруюють планету, а нанороботи зможуть знищувати наслідки старих забруднень. Крім того, нанотехнології нині використовують для фільтрації води й інших рідин.

### Сільське господарство
Нанотехнології здатні здійснити революцію в сільському господарстві. Молекулярні роботи можуть виробляти їжу, замінивши сільськогосподарські рослини і тварин. Наприклад, теоретично можливо виробляти молоко прямо з трави, минаючи проміжну ланку — корову.

### Енергетика
Завдяки нанотехнологіям, вченим вдається домогтися все кращого поглинання сонячної енергії. Однією із прогресивних компаній, що здійснює дослідження у цій галузі, є Sandia National Laboratories. Її фото-поглинальні плівки характеризуються на 20 % кращим фотоелектричним ефектом, ніж сучасні сонячні елементи на основі кремнію.
На основі нанотехнологій американська компанія Engelhard, створила щось на зразок «молекулярних воріт», крізь які проходять молекули двоокису вуглецю, а більші молекули (метанові) залишаються у речовині. Практичне застосування, це знаходить задля фільтрації двоокису вуглецю із природного газу, а також під час створення автомобільних каталізаторів.
Hydrocarbon Technologies, дочірня компанія відомої американської компанії Headwaters, розробила методику обробки вугілля за допомогою нанотехнологій на молекулярному рівні таким чином, щоб створити з нього екологічно чисте рідке пальне. Саме потреба, у заміні нафти сприяла тому, що китайська компанія Shenua Group ще 2002 року, стала партнером американців, і почала застосовувати отримане штучне пальне замість мазуту. Нанометод NxCat?, створений на іншій дочірній компанії Nanokinetix, дозволяє наповнювачам автомобільних каталізаторів ловити летючі органічні залишки вихлопних газів. А компанія Nanoforce, зробила ставку на використання нанокаталізаторів для очищення нафти та на технологію збору врожаю за допомогою нанометоду Poly-Web — мікроскопічних водоростей, які використовують для виробництва біоетанолу.
Світлові діоди належать до зовсім іншої області застосування нанотехнологій. Японська компанія Nichia, є на сьогодні провідним виробником техніки освітлення на основі нанотехнологій. Їхні світлові діоди у багато разів ефективніші за звичайні лампочки. А якщо взяти до уваги, що 20 % світової енергії витрачається на освітлення, стає зрозуміло — перехід від звичайних ламп на світлові діоди дозволить досить суттєво економити енергетичні ресурси.

## Фундаментальні положення
Нещодавно було з'ясовано, що закони тертя в макро- й наносвіті виявилися схожими.
Нанотехнологіями, є проєктування функціональних систем на молекулярному рівні й це охоплює, як поточні роботи, так і найпросунутіші концепції. У своєму первісному значенні, нанотехнологія стосується уміння проєктувати та будувати елементи від низу до гори, з використанням методів та інструментів, що розробляються сьогодні, задля виготовлення високоефективних продуктів.
Один нанометр (нм) дорівнює однієї мільярдної, або 10−9 метра. Для порівняння, типові довжини зв'язок вуглець-вуглець, або відстані між цими атомами у молекулі, знаходяться у межах 0.12-0.15 нм, а подвійна спіраль ДНК, має діаметр близько 2 нм. З іншого боку, найменші клітинні форми життя, бактерії з роду Mycoplasma, мають близько 200 нм завдовжки.
Галузі фізики, такі як наноелектроніка, наномеханіка, нанофотоніка та наноіоніка розвивалися протягом останніх декількох десятиліть, щоби забезпечити основне наукове підґрунтя нанотехнологій.

### Перспективні матеріали
Кілька явищ стають явними, якщо розмір системи зменшується. До них належать статистичні механічні ефекти, а також, квантово-механічні прояви, наприклад, «квантовий розмірний ефект», де електронні властивості твердих тіл, змінюються разом зі значним зменшенням розміру частинок. Проте, квантові ефекти можуть стати істотними, лише коли досягається межа нанометрових розмірів, як правило, 100 нм або менше, у так званій квантовій області. Крім того, змінюється низка фізичних властивостей (механічних, електричних, оптичних та інше), порівняно з макроскопічними системами. Одним із прикладів, є збільшення площі поверхні, до обсягу зміни механічних, термічних і каталітичних властивостей матеріалів. Дифузію та реакції на нанорівні, наноструктури матеріалів і нанопристроїв зі швидким перенесенням іонів, як правило, називають наноіонікою. Механічні властивості наносистем, є цікавими у дослідженнях наномеханіки. Каталітична активність наноматеріалів, також відкриває потенційні ризики у їх взаємодії з біоматеріалами.
Матеріали, зменшені до нанорівня, можуть показувати різні властивості порівняно з тими, які вони мають на макрорівні, і це уможливлює унікальні програми. Наприклад, непрозорі речовини, можуть стати прозорими (мідь); сталі матеріали, можуть перетворитися на горючі (алюміній); нерозчинні матеріали, можуть стати розчинними (золото). Такий матеріал, як золото, який є хімічно інертним за нормальних масштабів, може служити як потужний хімічний каталізатор у нанорозмірах.

### Молекулярна самозбірка
Сучасна синтетична хімія досягла межі, де можна підготувати невеликі молекули до, майже, будь-якої структури. Ці методи використовують сьогодні, на початку XXI століття, для виробництва широкого спектра корисних хімічних речовин, як-то виробництва фармацевтичних препаратів або комерційних полімерів. Ця здатність, підносить питання про продовження такого роду контролю, на наступний рівень, для пошуку інших способів збирання цих окремих молекул у супрамолекулярні ансамблі, що складатимуться з багатьох молекул, розташованих певним чином.

### Молекулярна нанотехнологія
Молекулярна нанотехнологія, іноді звана молекулярним виробництвом, змальовує сконструйовані наносистеми (нанорозмірні машини), що працюють на молекулярному рівні. Молекулярну нанотехнологію особливо пов'язано з молекулярним асемблером (монтажником), машиною, яка може виробляти бажану структуру, або атом за зразком атому пристрою, використовуючи принципи механосинтезу. Виробництво у сенсі виробничих наносистем не пов'язано, і їх слід чітко відрізняти від звичайних технологій, які використовують для виробництва наноматеріалів, таких як вуглецеві нанотрубки і наночастинки.
Хотілося-б сподіватися, що розвиток нанотехнологій уможливить їх будівництво будь-яким іншим способом, можливо, з використанням принципів біоміметики. Проте, Дрекслер та інші дослідники припускали, що хоча, можливо, передові нанотехнології, спочатку здійснюватимуться біоміметичними засобами, у кінцевому підсумку, їх може бути засновано на механічних інженерних принципах, а саме, технологіях виробництва, які

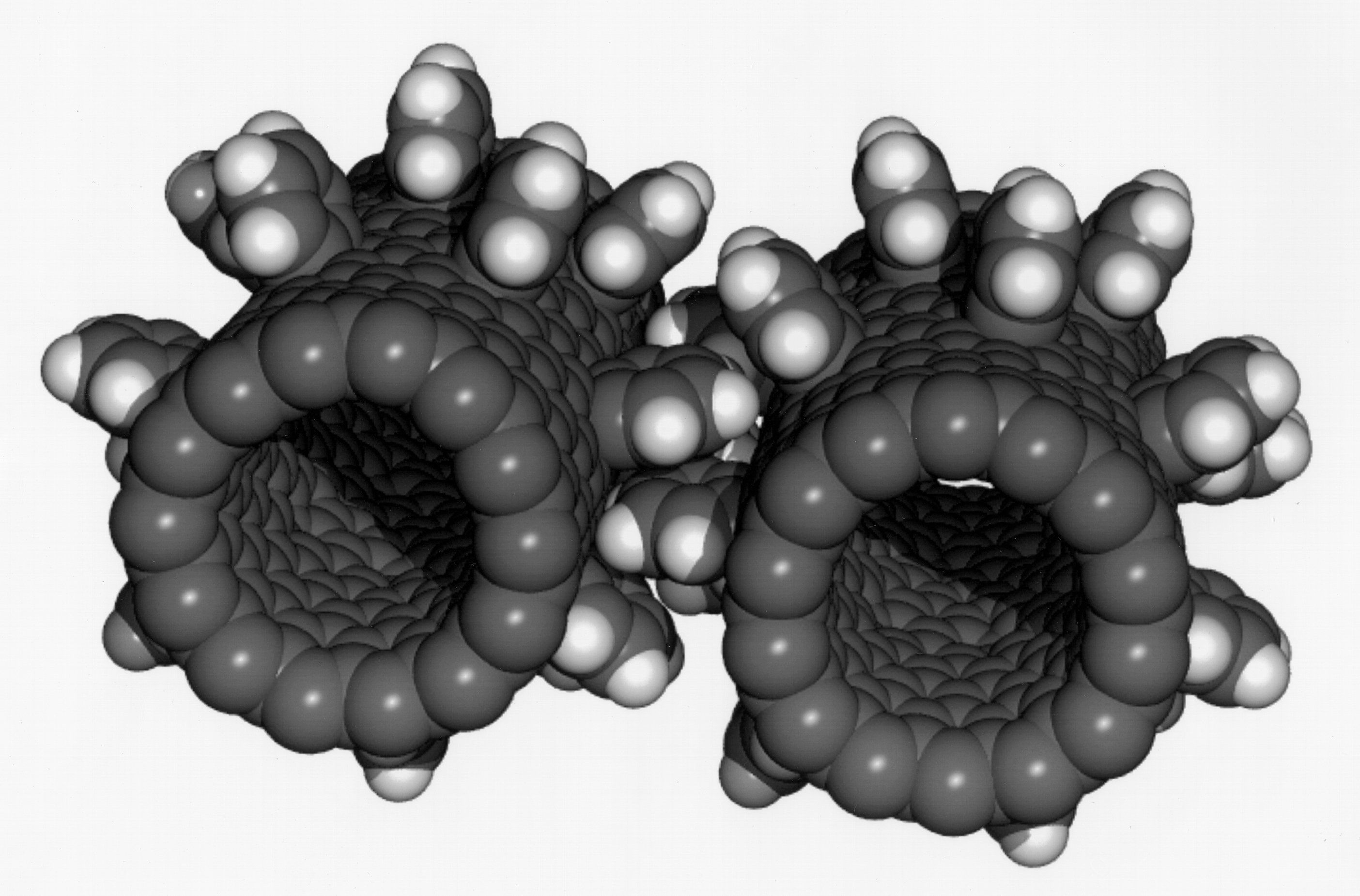
Фулеренові зубчасті колеса

ґрунтуються на механічній функціональності цих компонентів (наприклад, зубчастих коліс, підшипників, двигунів і конструктивних елементів), які дозволили б запрограмувати, позиційну збірку в атомарний специфікації. Фізичні й інженерні характеристики зразкових конструкцій, було досліджено у книзі Дрекслера «Наносистеми».
Загалом, дуже важко зібрати пристрої на атомному рівні, оскільки потрібно розташувати окремі атоми на інші атоми, приблизно такого самого розміру, та через липкість. Іншою точкою зору, висунутою Carlo Montemagno, є те, що майбутні наносистеми, будуть гібридами кремнієвих технологій та біологічних молекулярних машин. Річард Смолл стверджував, що механосинтез неможливий через складнощі, пов'язані з механічними маніпуляціями окремими молекулами.
Це призвело до обміну листами у виданні ACS Chemical & Engineering News 2003 року. Хоча біологія ясно демонструє, що системи молекулярних машин можливі, небіологічні молекулярні машини на сьогоднішній день, є лише у зародковому стані. Лідерами в області досліджень щодо небіологічних молекулярних машин, є Доктор Алекс Зеттл і його колеги Lawrence Berkeley Laboratories і UC Berkeley. Ними побудовано щонайменше три різні молекулярні механізми, рух яких керується з робочого столу зміною напруги: нанотрубка, нанодвигун, молекулярний привід, і наноелектромеханічний релаксаційний генератор.
Експеримент, який вказує, що позиційна молекулярна збірка можлива, було здійснено Хо і Лі у Корнелльському університеті 1999 року. Вони використовували тунельний мікроскоп, щоби перемістити окрему молекулу окису вуглецю (СО) до атому заліза (Fe), який містився на пласкому кристалі срібла, і хімічно прив'язали СО до Fe за допомогою напруги.

### Сканувальна зондова мікроскопія
Одним зі способів, які використовують для вивчення нанооб'єктів, є сканувальна зондова мікроскопія. У рамках сканувальної зондової мікроскопії реалізовані як неоптичні, так і оптичні методики.
Дослідження властивостей поверхні за допомогою сканувального зондового мікроскопа (СЗМ) проводяться на повітрі за атмосферного тиску, у вакуумі й навіть у рідині. Різні СЗМ методики, дозволяють вивчати як провідні, так і не провідні об'єкти. Крім того, СЗМ підтримує суміщення з іншими методами дослідження, наприклад з класичною оптичною мікроскопією і спектральними методами.
За допомогою сканувального зондового мікроскопа можна не лише побачити окремі атоми, але також вибірково впливати на них, зокрема, переміщати атоми поверхнею. Вченим вже вдалося створити двовимірні наноструктури на поверхні, з використанням даного методу. Наприклад, у дослідницькому центрі компанії IBM, завдяки послідовному переміщенню атомів ксенону на поверхні монокристала нікелю, співробітники змогли викласти три літери логотипу компанії, використовуючи 35 атомів ксенону.
Під час виконання подібних маніпуляцій, виникає низка технічних складнощів. Зокрема, потрібно створення умов надвисокого вакууму (10−11 тор), треба охолоджувати підкладку і мікроскоп до наднизьких температур (4-10 К), поверхня підкладки повинна бути чистою і атомарно гладкою, для чого застосовуються спеціальні методи її приготування. Охолодження підкладки проводиться задля зменшення поверхневої дифузії досліджуваних атомів, охолодження мікроскопа дозволяє позбутися теплового дрейфу. Проте, у більшості випадків, немає потреби маніпулювати окремими атомами або наночастинками і достатньо звичайних лабораторних умов для вивчення об'єктів, що цікавлять.

### Наночастинки
Сучасна тенденція до мініатюризації показала, що речовина може мати зовсім нові властивості, якщо взяти дуже маленьку частинку цієї речовини. Частинки розмірами від 1 до 100 нанометрів зазвичай називають «наночастинками». Так, наприклад, виявилося, що наночастинки деяких матеріалів, мають дуже добрі каталітичні і адсорбційні властивості. Інші матеріали показують дивовижні оптичні якості, наприклад, надтонкі плівки органічних матеріалів застосовують для виробництва сонячних батарей. Такі батареї, хоч і мають порівняно низьку квантову ефективність, натомість дешевші і можуть бути механічно гнучкими. Вдається домогтися взаємодії штучних наночастинок з природними нанорозмірними об'єктами  — білками, нуклеїновими кислотами й іншими. Ретельно очищені наночастинки можуть самолаштуватися у певні структури. Така структура містить суворо впорядковані наночастинки і також, часто проявляє незвичайні властивості.

## Поточні дослідження

C60 Buckyball

### Висхідні підходи
ДНК-нанотехнології використовують специфічність Уотсона-Кріка парну базу задля побудови певних структур з ДНК та інших нуклеїнових кислот.
Підходи з області «класичного» хімічного синтезу (неорганічного й органічного синтезу) також спрямовано на розробку молекул з чітко визначеною формою (наприклад, біс-пептиди).
У загальнішому сенсі, молекулярна самозбірка прагне використовувати концепції надмолекулярної хімії та молекулярного розпізнавання, зокрема, щоб змусити одномолекулярні компоненти автоматично вибудовуватися в якусь корисну будову.
Атомно-силовий мікроскоп, може бути використаний як нанорозмірна «записувальна головка» задля нанесення хімічної речовини на поверхню у заданій схемі процесу, званому зануренням пера нанолітографії.

### Спадні підходи
Багато технологій, які походять від традиційних методів твердотільного кремнію для виготовлення мікропроцесорів, тепер здатні створювати їх з розмірною характеристикою менше, ніж 100 нм, що підпадає під визначення нанотехнологій. Петер Грюнберг і Альберт Ферт отримали Нобелівську премію з фізики 2007 року за відкриття гігантського магнітоопору і внесок в області спінтроніки.
Твердотільні методи також може бути використано для створення пристроїв, відомих як наноелектромеханічні або NEMS системи.
Фокусований іонний жмут, може безпосередньо видалити, або, навіть, зберігати матеріал, коли застосовуються одночасно відповідні гази-попередники.

### Функціональні підходи

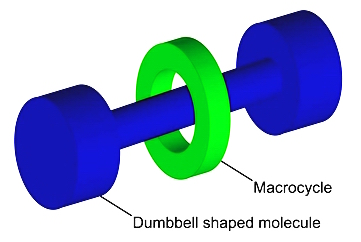
Rotaxane cartoon

Молекулярні рівні електроніки, потребують розвитку молекул з корисними електронними властивостями. Потім їх може бути використано як компоненти однієї молекули у наноелектронних пристроях. Як приклад, можна назвати ротаксани, котрі цікаві дослідникам як об'єкти для зберігання інформації. Також їх можуть використовувати, як молекулярні машини (обертання навколо головної осі або перехід від одного краю молекули до іншого, так само й працювати як насоси).
Синтетичні хімічні методи також може бути використано для створення синтетичних молекулярних моторів, так званих nanocar.

### Біоміметичні підходи
Біоніка або біомімікрія, докладає зусиль для впровадження біологічних методів та систем, що існують у природі, до дослідження й проєктування інженерних систем і сучасних технологій. Біомінералізація є одним із прикладів досліджених систем.
Біонанотехнологія, є використанням біомолекул для застосування в галузі нанотехнологій, у тому числі використання вірусів і ліпідних агрегатів. Nanocellulose є представником потенційного застосування насипних додатків.

### Умоглядні підходи
Ці підполя прагнуть передбачити, які винаходи можуть принести нанотехнології, або намагаються запропонувати порядок денний, тобто, якій запит може мати поступ. Вони часто беруть вигляд великої картини нанотехнологій, з більшим опертям на її соціальні наслідки, ніж на деталі того, як насправді, можна було-б створити такі винаходи.
Молекулярна нанотехнологія є пропонованим підходом, який передбачає маніпулювання окремими молекулами, тонко контрольованими, детермінованими способами. Це скоріше, теоретичний підхід, ніж інші підполя, і багато із запропонованих методів, виходять за рамки поточних можливостей.

### Нанобіоелектроніка
Продуктивні наносистеми «системи наносистем», які будуть складними та вироблятимуть атомарно-точні деталі для інших наносистем, не обов'язково використовуючи нові нанорозмірні-емерджентні властивості, але добре зрозумілі основи виробництва. Через дискретну (тобто атомну) природу матерії і можливість експоненціального зростання, цей етап розглядається як основа іншої промислової революції. Михайло Роко, один з архітекторів Національної Нанотехнологічної Ініціативи США, запропонував чотири стани нанотехнологій, які, здається, паралельно технічному прогресу та промисловій революції, поступово здійснюватимуть перехід від пасивних до активних наноструктур.

### Розмірність у наноматеріалах
Наноматеріали може бути класифіковано в: 0D, 1D, 2D і 3D наноматеріали. Розмірність грає важливу роль у визначенні характеристик наноматеріалів, разом з фізичними, хімічними та біологічними властивостями. Зі зменшенням розмірності, спостерігається збільшення відношення поверхні до обсягу. Це вказує, що менш розмірні наноматеріали, мають більшу площу поверхні порівняно з 3D наноматеріалами.

## Новітні досягнення

### Наноматеріали
Матеріали, розроблені на основі наночастинок з унікальними характеристиками, що випливають з мікроскопічних розмірів їх складових.
- Вуглецеві нанотрубки — протяжні циліндричні структури діаметром від одного до декількох десятків нанометрів і завдовжки до декількох сантиметрів, що складаються з однієї або декількох згорнутих в трубку гексагональних графітових площин[4] (графеном) і зазвичай закінчуються напівсферичною голівкою.
- Фулерени — молекулярні сполуки, що належать класу алотропних форм вуглецю (інші — алмаз, карбін і графіт) і які становлять опуклі замкнені багатогранники, складені з парного числа трикоординованих атомів вуглецю.
- Графен — моношар атомів вуглецю, отриманий у жовтні 2004 року в Манчестерському університеті (The University Of Manchester). Графен можна використовувати, як детектор молекул (NO 2), що дозволяє детектувати прихід і відхід одиничних молекул. Графен має високу рухливість за кімнатної температури, завдяки чому як тільки вирішать проблему формування забороненої зони цього напівметалу, графен обговорять як перспективний матеріал, який замінить кремній в інтегральних мікросхемах.
- Руденіт — в результаті візуалізації нанооб'єктів в Інституті металофізики НАН України методом денситометрії електронної хмарки було знайдено надщільну алотропну форму вуглецю з двошаровою алмазоподібною структурою,[5] існування якої згодом було підтверджене незалежною групою науковців[6]. Надалі було синтезовано цієї речовини в кількості достатньої для лабораторних досліджень[5].
- Нанокристали
- Аерогель
- Наноакумулятори — на початку 2005 року компанія Altair Nanotechnologies (США) оголосила про створення інноваційного нанотехнологічного матеріалу для електродів літій-іонних акумуляторів. Акумулятори з Li 4 Ti 5 O 12 електродами мають час зарядки 10-15 хвилин. У лютому 2006 року компанія почала виробництво акумуляторів на своєму заводі в Індіані. У березні 2006 Altairnano і компанія Boshart Engineering уклали угоду про спільне створення електромобіля. У травні 2006, успішно завершилися випробування автомобільних наноакумуляторів. У липні 2006 Altair Nanotechnologies отримала перше замовлення на постачання літій-іонних акумуляторів для електромобілів.
- Самоочисні поверхні на основі ефекту лотоса.
- Нанобетон.

## Напрямки розвитку нанотехнологій
Нанотехнології розвиваються за такими основними напрямами:
- створення матеріалів з винятковими, наперед заданими властивостями шляхом оперування окремими молекулами;
- конструювання нанокомп'ютерів, які використовують замість звичайних мікросхем набори логічних елементів з окремих молекул;
- збирання нанороботів — систем, що саморозмножуються і призначені для ведення будівництва на молекулярному рівні;
- наноантени[2] для сонячних батарей.

## Інструменти та методи
Є кілька важливих сучасних розробок. Атомно-силовий мікроскоп (АСМ) і сканувальний тунельний мікроскоп

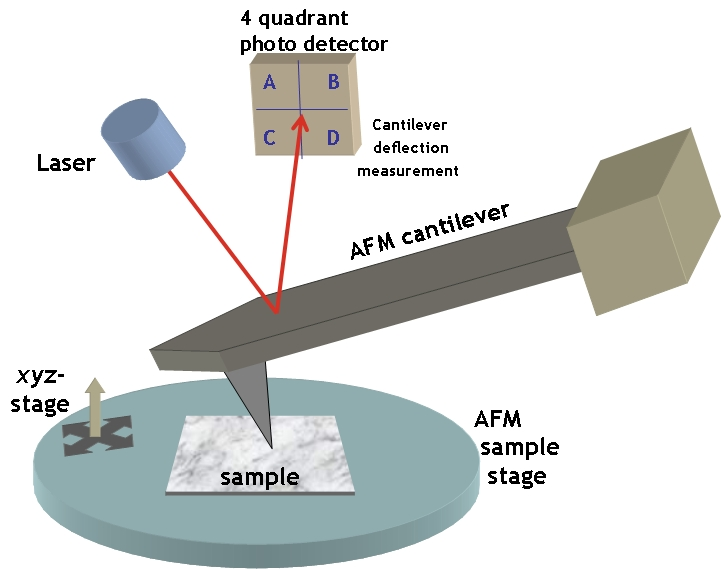
Звичайна установка AFM. Мікроскопічна консоль з гострим кінчиком відхиляється на особливостях поверхні зразку, так само, як у фонографі, але у набагато менших розмірах. Лазерний промінь відбивається від зворотного боку консолі у набір фотодавачів, що дозволяє вимірювати прогин.

(СТМ), дві ранні версії сканувальних зондів, які започаткували нанотехнологію. Є й інші види сканувальної зондової мікроскопії. Хоча вони концептуально схожі на сканувальний конфокальний мікроскоп, розроблений Марвіном Мінські 1961 року та сканувальний акустичний мікроскоп (СЕМ), розроблений Calvin Quate з колегами у 1970-і роки, нові сканувальні зондові мікроскопи мають набагато більшу роздільну здатність, оскільки їх не обмежено довжиною хвилі звуку або світла. Прикладом тому є сучасні ультразвукові мікроскопи, що використовують техніку цифрових антенних решіток з надрозрізненням сигналів і забезпечують неінвазивні дослідження клітин.
Кінчик сканувального зонду, також, може бути використано для маніпулювання нанобудовами (процес, званий позиційною збіркою). Особливо-орієнтована методологія сканування, може бути далекосяжним способом реалізації цих наноманіпуляцій в автоматичному режимі. Проте, це як і раніше, повільний процес через низьку швидкість сканування мікроскопу.
Було також розроблено різні методи нанолітографії, такі як оптична літографія, рентгенівська літографія зануренням пера, електронно-променева літографія або нанодрукована літографія. Літографія є технологією виготовлення зверху донизу, де основна маса матеріалу зменшується за розміром до нанорозмірного малюнку.
Інша група нанотехнологічних методів, охоплює ті, які використовують для виготовлення нанотрубок та нанодротів, що застосовуються у виробництві напівпровідників, такі як: глибока ультрафіолетова літографія, електронно-променева літографія, орієнтована обробка іонним жмутом, нанодрукована літографія, осадження атомних шарів, та осадження молекулярного пару, і додатково передбачають, молекулярні методи самозбирання, такі як ті, котрі використовують ді-блок-співполімери. Попередники цих методів, передували нанотехнологічній ері, розширювали розвиток наукових досягнень, а не методів, які складалися з єдиною метою створення нанотехнології, і які були результатами нанотехнологічних досліджень.
Підхід зверху донизу, передбачає нанопристрої, які повинно бути побудовано частинами у кілька етапів, так само, як зроблено виготовлені деталі. Сканувальна зондова мікроскопія, є важливим методом як для визначення характеристик і синтезу наноматеріалів. Атомні силові мікроскопи та тунельні мікроскопи, можна використовувати, щоби подивитися на поверхні та задля переміщення атомів навколо. Під час проєктування різних типів цих мікроскопів, їх може бути використано для вирізання структур на поверхні та задля допомоги структурам, що самоорганізовуються. Використовуючи, наприклад, підхід функціонально-орієнтованого сканування, атоми або молекули може бути переміщено на поверхні за допомогою методів сканувальної зондової мікроскопії. На початку XXI століття, це ще дорого і забирає багато часу для масового виробництва, але дуже підходить для лабораторних експериментів.
На відміну від цього, метод від низу до верху дозволяє побудувати або виростити більшу атомну будову або молекулу за молекулою. До цих методів стосуються: хімічний синтез, самозбирання та позиційні збірки. Подвійна поляризація інтерферометрії, є одним інструментом, придатним для характеристики самостійно зібраних тонких плівок. Інший варіант підходу знизу догори, є молекулярно-променева епітаксія або MBE. Дослідники Bell Telephone Laboratories like John R. Arthur. Alfred Y. Cho, and Art C. Gossard developed and implemented MBE as Bell Telephone Laboratories, як Джон Р. Артур, розробили та впровадили MBE як дослідницький інструмент наприкінці 1960-х і 1970-х років. Зразки, виготовлені методом МВЕ, були ключем до відкриття дробового квантового ефекту Холла, якому було присуджено 1998 року, Нобелівську премію з фізики. MBE дозволяє вченим, скласти атомарно-точні шари атомів і, у процесі, будувати складні структури. MBE також має важливе значення для досліджень в області напівпровідників, її широко використовують для виготовлення зразків і пристроїв для області спінтроніки.

## Інвестиційна діяльність
Нанотехнології є однією із провідних галузей новітніх технологій, кількість інвестицій в яку збільшується із року в рік, на тлі зменшення обсягу інвестицій в інших сферах.
Консультативна Рада з проблем науки і технології при президенті США (PRESIDENT'S Council of Advisors on Science and Technology) підготувала доповідь, у якій досліджується нинішній рівень розвитку нанотехнологій в США та інших країнах з розвиненою наукою і оцінюються перспективи подальшого поступу в цій новітній галузі наукових досліджень та технологічних розробок. У доповіді підкреслюється, що на початку XXI сторіччя, Сполучені Штати є світовим лідером в області нанотехнологій. На частку США припадає чверть світових інвестицій у цю галузь і не менше половини статей з нанотехнологій, оприлюднених у найавторитетніших професійних журналах. Америка також переважає за кількістю патентів, які присуджуються за нанотехнологічні розробки. У цілому, американські фахівці, тримають дві третини таких патентів, виданих останніми роками. В одному лише 2003 році, учені й інженери із США одержали близько 1 тис. нанотехнологічних патентів (свіжіших даних поки що немає).
Автори доповіді попереджають, що суперництво у сфері нанотехнологій останніми роками загострилося і, безумовно, посилюватиметься і в осяжному майбутньому. Країни Євросоюзу, Японія і Китай у 2000 роках, щорічно виділяють на ці програми зі своїх бюджетів, приблизно по $900 млн, що ненабагато менше американських федеральних витрат. Для порівняння, за даними організації Національна Ініціатива в області нанотехнології США (NATIONAL Nanotechnology Initiative), 2002 року, витрати всіх держав світу на цю мету, не перевищували $2 млрд. Загальний рівень інвестицій приватних корпорацій з інших країн на розвиток нанотехнологій, 2002 року, вже дещо перевищує відповідні витрати американських компаній.
У грудні 2003 року Конгрес США прийняв особливий закон «Нанотехнологічні Дослідження і Розробки 21 сторіччя» (21st Century Nanotechnology Research and Development Act), яким передбачалося збільшення асигнувань на подібні проєкти. 2004 року з федерального бюджету США на розвиток нанотехнологій було виділено близько $1 млрд. 240 млн. (для порівняння, 2001 року — $464 млн). Ці дослідження також активно фінансуються за рахунок бюджетів окремих штатів, які в цілому направили на цю мету порядку $400 млн. Ще більше коштів витрачає американський бізнес — майже $2 млрд. П'ята частина цієї суми припадає на біотехнологічні фірми, стільки ж — на електронні, 18 % — на хімічну промисловість, по 8 % — на аерокосмічну індустрію й енергетику.
2007 року, тодішній президент Російської Федерації Володимир Путін заявив, що нанотехнології є «локомотивом глобального наукового прогресу», та закликав Державну думу, вжити заходів до швидшого прийняття законопроєкту про цільове фінансування цього напряму, та підкреслив, що в його здійсненні повинні взяти участь академічні галузеві наукові заклади, а також приватні лабораторії російських корпорацій. Він закликав усі країни СНД приєднатися до зазначеної програми розвитку. 4 липня 2007 року у Росії було прийнято федеральний закон «Про Російську корпорацію нанотехнологій».

## Індустрія нанотехнологій
У 2004 році світові інвестиції в галузь розробки нанотехнологій, майже подвоїлися порівняно з 2003 роком і досягли $ 10 млрд. На частку приватних донорів — корпорацій і фондів, припадає приблизно $ 6.6 млрд інвестицій, на частку державних структур — близько $ 3.3 млрд. Світовими лідерами за загальним обсягом капіталовкладень у цю галузь стали Японія і США. Японія збільшила витрати на розробку нових нанотехнологій на 126 % порівняно з 2003 роком (загальний обсяг інвестицій склав $ 4 млрд), США — на 122 % ($ 3.4 млрд).

## Ставлення суспільства до нанотехнологій
Розвиток в області нанотехнологій, викликав певний суспільний резонанс. Ставлення суспільства до нанотехнологій вивчалося ВЦВГД та європейською службою «Євробарометр». Ряд дослідників вказують на те, що негативне ставлення до нанотехнології у неспеціалістів може бути пов'язано з релігійністю, а також через побоювання, пов'язані з токсичністю наноматеріалів. Особливо це стосується широко розрекламованого колоїдного срібла, властивості і безпека якого знаходяться під великим питанням.

## Додаткова література

### Книги
- Підбірка книг Nanoscience & Nanotechnology від Королівського хімічного товариства.
- Підбірка книг NanoScience and Technology від Springer.
- Підбірка книг Nano and Energy від Routledge.
- Підбірка книг з нанотехнології (Azonano).
- Lau Woei Jye; Faungnawakij Kajornsak; Piyachomkwan Kuakoon та ін.(2021). Handbook of nanotechnology applications: environment, energy, agriculture and medicine. Micro and nano technologies series. Amsterdam Kidlington, Oxford Cambridge, MA: Elsevier. ISBN 978-0-12-821506-7.
- Bhargava Cherry; Sachdeva Amit, ред. (2020). Nanotechnology: advances and real-life applications (1st edition). Boca Raton, London, New York: CRC Press, Taylor & Francis. ISBN 978-0-367-53673-2.
- Mahmoud Nasrollahzadeh та ін. (2019). An introduction to green nanotechnology. Interface science and technology. London: Academic press. 2019. ISBN 978-0-12-813586-0.
- Ramsden Jeremy (2016). Nanotechnology: an introduction. Micro & nano technologies series (2nd edition). Oxford: Elsevier/William Andrew. ISBN 978-0-323-39311-9.
- Sengupta Amretashis; Sarkar Chandan Kumar (2015). Introduction to nano: basics to nanoscience and nanotechnology. Engineering materials. Berlin Heidelberg: Springer. ISBN 978-3-662-47313-9.
- Malsch Ineke (2013). Nanotechnology and human health. Boca Raton, Fla: CRC. ISBN 978-0-8493-8144-7.
- Nouailhat Alain (2008). An introduction to nanoscience and nanotechnology. London: ISTE. ISBN 978-1-84821-007-3.

### Журнали
- Nano Letters (сайт)
- ACS Nano (сайт)
- Nature Nanotechnology (сайт)
- Nanoscale (сайт)
- Nano Energy
- Nanotechnology
- Nano Today (сайт)
- Nano Research
- Journal of Nanobiotechnology
- Environmental Science: Nano
- та інші.